# Nachal Jagur
Nachal Jagur (hebrejsky: נחל יגור) je vádí v pohoří Karmel v Izraeli.
Začíná na hlavním hřebenu pohoří Karmel na severním okraji města Isfija. Směřuje pak k severovýchodu prudce klesajícím zalesněným údolím, zleva přijímá boční vádí Nachal Sevach a na dolním konci údolí prochází skrz vesnici Jagur. Pak ústí do řeky Kišon v Zebulunském údolí. Už v době mandátní Palestiny byly podél toku vádí zřízeny stezky spojující Isfiji s údolím pod ní. Vegetace na svazích údolí je tvořena porosty dubů, borovic a dalších stromů. Poblíž vesnice Jagur je starobylá hrobka ve skále. Údolí podél vádí je turisticky využíváno.